# 程徐
程徐（？—1370年），字仲能，鄞（今浙江宁波）人。元朝大臣，入明后成明朝官员。

## 生平
程徐是元朝硕儒程端学之子。至正年间，以通晓《春秋》而闻名。在元朝时，官至兵部尚书。明兵攻入元大都（今北京），程徐的妻子抱着二岁的儿子和女儿投井而死。洪武二年，从北京到南京，被授予刑部侍郎，进刑部尚书。程为学勤奋，为政精干刻苦，工于诗文，有结集传于世。